# I ragazzi di Clare
I ragazzi di Clare (The Boys from County Clare) è un film del 2003 diretto da John Irvin.
Pellicola drammatica irlandese, su una banda cèilidh che da Liverpool viaggia per l'Irlanda per competere in una competizione céilí nella Contea di Clare. Il film è stato distribuito in Canada il 12 settembre 2003 e negli Stati Uniti, in versione limitata, il 13 marzo 2005.

## Trama
Nel 1965, Jimmy McMahon è un irlandese che vive a Liverpool dove dirige una banda cèilidh di giovani musicisti che si reca in una competizione di musica tradizionale celtica a County Clare. Alla stessa è presente anche un'altra banda diretta da John Joe McMahon, fratello di Jimmy, con il quale lo stesso Jimmy non ha buoni rapporti. I due fratelli sono diversi di carattere ma anche seguito strade diverse ed hanno anche diverse vicende personali irrisolte che dovranno affrontare una soluzione proprio durante l'evento.